# Nikołaj Kuzniecow (konstruktor)
Nikołaj Dmitrijewicz Kuzniecow (ros. Николай Дмитриевич Кузнецов, ur. 10 czerwca?/23 czerwca 1911 w Aktiubińsku, zm. 31 lipca 1995 w Moskwie) – radziecki konstruktor silników lotniczych i rakietowych, dwukrotny Bohater Pracy Socjalistycznej (1957 i 1981).

## Życiorys
Od 1923 mieszkał z rodziną w guberni moskiewskiej, w 1930 skończył szkołę dla młodzieży chłopskiej, później pracował w kołchozie jako traktorzysta, od grudnia 1930 do czerwca 1932 uczył się w technikum lotniczym. Pracował jako ślusarz w Moskwie, od stycznia 1933 do 1938 studiował w Wojskowo-Powietrznej Akademii Inżynieryjnej im. Żukowskiego, potem był w niej pracownikiem naukowym, od 1939 należał do WKP(b), był organizatorem partyjnym katedry tej akademii. W październiku 1941 wraz z akademią został ewakuowany do Swierdłowska, od lipca do września 1942 odbywał staż jako starszy inżynier 239 Dywizji 6 Armii Powietrznej na Froncie Północno-Zachodnim, w październiku 1942 został organizatorem partyjnym KC WKP(b) w Specjalnym Biurze Konstruktorskim (OKB) w zakładzie lotniczym nr 26 w Ufie, we wrześniu 1943 I zastępcą głównego konstruktora tego biura, a 1 lipca 1946 głównym konstruktorem OKB zakładu lotniczego nr 29 w Ufie. Od 1949 był głównym konstruktorem/generalnym konstruktorem Państwowego Związkowego Zakładu Doświadczalnego nr 2 ds. opracowania i produkcji doświadczalnych silników rakietowych w Kujbyszewie; pod jego kierunkiem zbudowano 57 nowych typów silników, m.in. dla samolotów Tu-114, Tu-154, An-22, Ił-62 i Tu-144, a także silników dla agregatów i generatorów elektrycznych. W 1960 otrzymał tytuł profesora, 1968 został członkiem korespondentem Akademii Nauk ZSRR, a w 1974 jej członkiem rzeczywistym. W latach 1963–1990 był deputowanym do Rady Najwyższej RFSRR, a także delegatem na XIX, XXII, XXIII, XXIV, XXV, XXVI i XXVII Zjazdy KPZR. 17 czerwca 1982 otrzymał honorowe obywatelstwo Kujbyszewa. Został pochowany na Cmentarzu Kuncewskim.

## Awanse
- inżynier-kapitan (1938)
- inżynier-major (27 kwietnia 1942)
- inżynier-podpułkownik (22 lutego 1944)
- inżynier-pułkownik (16 maja 1949)
- generał-major służby inżynieryjno-technicznej (22 lutego 1963)
- generał porucznik służby inżynieryjno-lotniczej (1968)

## Odznaczenia i nagrody
- Medal Sierp i Młot Bohatera Pracy Socjalistycznej (dwukrotnie - 12 lipca 1957 i 23 czerwca 1981)
- Order Lenina (pięciokrotnie, w tym 12 lipca 1957, 22 lipca 1961, 26 marca 1979, 23 czerwca 1981)
- Order Rewolucji Październikowej (25 marca 1974)
- Order Czerwonego Sztandaru (30 kwietnia 1954)
- Order Wojny Ojczyźnianej I klasy (dwukrotnie - 2 lipca 1945 i 11 marca 1985)
- Order Czerwonej Gwiazdy (dwukrotnie - 30 grudnia 1943 i 1948)
- Nagroda Leninowska (1956)
- Nagroda Rady Ministrów ZSRR (1984)

I 15 medali.